# Westland Wyvern
Die Westland Wyvern war ein trägergestützter Jagdbomber des britischen Herstellers Westland, der als Ganzmetall-Tiefdecker mit einziehbarem Spornradfahrwerk ausgelegt war. Sie hatte ein Turboproptriebwerk, das zwei gegenläufige Vierblatt-Koaxialpropeller antrieb.
Der Prototyp und 10 Vorserienmaschinen (TF.Mk 1) wurden mit dem 24-Zylinder-H-Motor Eagle von Rolls-Royce mit 3.500 hp (2600 kW) ausgerüstet, wobei die Zelle bereits für die Aufnahme eines Turbopropantriebs ausgelegt war, der aber zunächst nicht zur Verfügung stand. Der Erstflug fand am 12. Dezember 1946 statt.
Weitere Vorserienmaschinen (TF.Mk 2) hatten dann die Propellerturbinen Rolls-Royce Clyde (4.030 hp; 3006 kW) und Armstrong Siddeley Python. Die Version mit der Python-Turbine flog erstmals am 18. Januar 1949, die Version mit der Clyde-Turbine am 22. März 1949. Es wurde auch eine zweisitzige Trainerversion (TF.Mk 3) entwickelt. Der Erstflug mit einer Python-2-Turbine fand am 16. Februar 1950 statt.
Die Serienmaschinen (S.Mk 4) hatten eine Turbine Python 3 mit einem Wellenleistungsequivalent von 4110 hp (3065 kW), wobei die Schubkraft von 1180 lbf (5,25 kN) bereits berücksichtigt wurde. Die Westland Wyvern wurden im Mai 1953 in Dienst gestellt. Westland Wyvern wurden nur während der Sueskrise im Kampf eingesetzt und blieben bis März 1958 im Dienst.

## Technische Daten

Dreiseitenriss Westland Wyvern S.Mk 4

| Kenngröße             | Wyvern S Mk 4 |
| --------------------- | --- |
| Besatzung             | 1 |
| Länge                 | 12,80 m |
| Spannweite            | 13,42 m |
| Flügelfläche          | 32,98 m² |
| Flügelstreckung       | 5,5 |
| Leermasse             | 7076 kg |
| max. Startmasse       | 11.113 kg |
| Antrieb               | 1 × Turboprop Rolls-Royce Python 3, 4110 hp (3065 kW)                                                                   |
| Höchstgeschwindigkeit | 613 km/h in Meereshöhe                                                                                                  |
| Dienstgipfelhöhe      | 8535 m |
| Reichweite            | ca. 1464 km mit Außentank                                                                                               |
| Bewaffnung            | vier 20-mm-Maschinenkanonen Hispano Mk V in den Flügeln, optional 46-cm-Torpedo, drei 464-kg-Bomben, acht 27-cm-Raketen |